# Gentianella anglica
Gentianella anglica är en gentianaväxtart som först beskrevs av Herbert William Pugsley, och fick sitt nu gällande namn av E. F. Warburg. Gentianella anglica ingår i släktet gentianellor och familjen gentianaväxter. Inga underarter finns listade i Catalogue of Life.
Denna växt förekommer främst i södra England i grevskapen Dorset och Wiltshire samt på Isle of Wight. Under senare år har den även påträffats längre norrut fram till Yorkshire. Gentianella anglica växer i ursprungliga gräsmarker på kalksten där ingen gödning eller användning av bekämpningsmedel skedde. Exemplar hittas ofta på slänter med mycket solsken som är riktade mot syd eller väst. Frön kan överleva flera år i marken och de bildar nya växter under gynnsamma förhållanden.
Gräsmarkernas användning som betesmarker behöver vara måttlig. Populationens storlek varierar mycket under olika år. IUCN listar arten med kunskapsbrist (DD).